# Mehmet Şimşek
Mehmet Şimşek (prononcé [mɛ.'hmɛt ʃim.'ʃɛk] né le 1er janvier 1967 à Arıca, dans le district de Gercüş dans la province de Batman), est un économiste et homme politique turc d'origine kurde. 
De 2015 à 2018, il est vice-premier ministre.
En 2023, il redevient ministre du Trésor et des Finances après avoir déjà occupé le poste de 2009 à 2015.

## Biographie
Mehmet Şimşek est diplômé d'économie de l'université d'Ankara et de l'université d'Exeter.

## Mandats
- Député de la circonscription de Gaziantep (depuis le 22 juillet 2007) (23e, 24e, 25e et 26e législature)